# Operacija Blisk
Operacija Blisk se je začela 1. maja 1995. V njej sta hrvaška vojska in hrvaška policija osvojili del zahodne Slavonije, ki je bil pod kontrolo vojske srbske Krajine. Ozemlje je bilo za Hrvaško geostrateško pomembno, saj je prek njega potekala avto-cesta Zagreb - Lipovac (meja z Srbijo). V akciji je sodelovalo okoli 7200 hrvaških vojakov in policistov, medtem ko je na srbski strani bilo 4.000 vojakov. Hrvati so v dveh dneh osvojili okoli 800 km² ozemlja, vključno z mesti, kot so Okučani, Pakrac in Jasenovac. Operacija je na hrvaški strani terjala 42 življenj, 162 ljudi pa je bilo ranjenih. Vojska srbske Krajine se je bila prisiljena umakniti iz Okučanov na ozemlje Bosne in Hercegovine, delno pa se je vdala tudi hrvaški vojski v Pakracu. S porazom se Srbi niso strinjali, zato je kmalu sledilo povračilno raketiranje nekaterih pomembnih hrvaških mest (Zagreb, Karlovec, Sisek, Kutina), pri čemer so bile uporabljene tudi rakete s prepovedanim kasetnim strelivom.
Med akcijo naj bi bilo iz domov pregnanih tudi okoli 18.000 srbskih civilistov, okoli 400 pa naj bi jih bilo ubitih.